# Jean Metzinger
Jean Metzinger, nato come Jean Dominique Antony Metzinger, (Nantes, 24 giugno 1883 – Parigi, 23 novembre 1956), è stato un pittore, scrittore e poeta francese. 

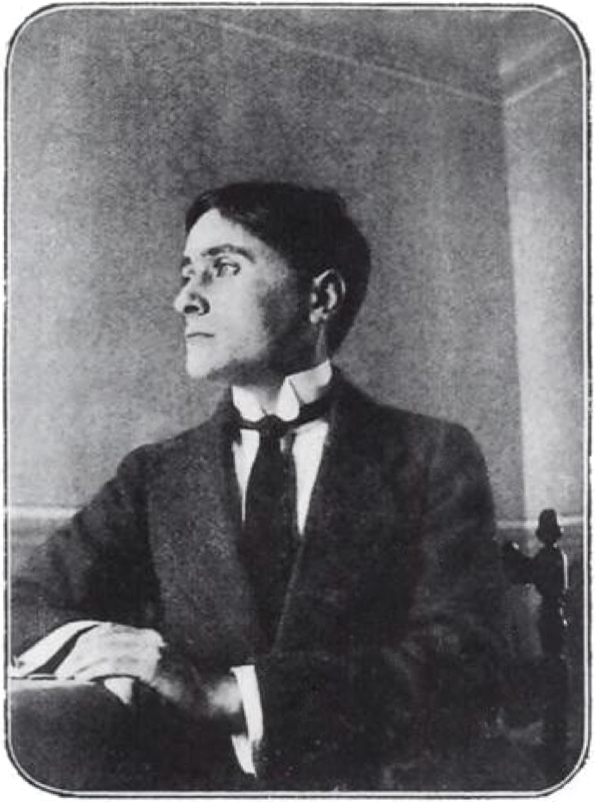
Jean Metzinger, c.1912

I suoi primi dipinti appaiono influenzati dal neoimpressionismo di Georges Seurat e Henri-Edmond Cross. Fra il 1904 ed il 1907, Metzinger dipinse secondo l'influenza del divisionismo e del fauvismo, mentre dal 1908 abbracciò il cubismo sia come artista che uno fra i principali teorici della corrente pittorica. Jean Metzinger e Albert Gleizes scrissero il primo importante trattato sul cubismo nel 1912 e Metzinger fu uno dei membri fondatori del gruppo di artisti chiamato Section d'Or.

## Biografia
Era il figlio di Eugène Francois Metzinger e di Eugénie Louise Argoud.

### I primi anni
Jean Metzinger proveniva da una eminente famiglia con tradizioni militari. Il suo bisnonno, Nicolas Metzinger (capitano del I Reggimento artiglieria a cavallo e cavaliere della Legion d'Onore), combatté sotto Napoleone Bonaparte. 
Al nonno, Charles Henri Metzinger, venne dedicata nel Sesto arrondissement di Nantes una strada, Rue Metzinger.
A seguito della prematura morte del padre, Eugène Francois Metzinger, Jean mostrò interessi per la matematica e la pittura. Dal 1900 studiò alla Académie des Beaux-Arts di Nantes, con Hippolyte Touront, un noto ritrattista di stile convenzionale, anche se Jean Metzinger dimostrò subito di essere interessato alle nuove correnti pittoriche.
Metzinger inviò tre suoi dipinti al Salon des Indépendants nel 1903 e si spostò quindi a Parigi per seguirne la vendita. Dall'età di venti anni riuscì a mantenersi con gli introiti della sua attività di pittore professionista. Egli espose regolarmente i suoi quadri a iniziare dal 1903, partecipando al primo Salon d'Automne nello stesso anno in cui entrò a far parte di un gruppo di artisti come Raoul Dufy, Lejeune e Torent, che esponevano in una galleria gestita da Berthe Weill (1865–1951). Metzinger fece ulteriori mostre alla galleria Berthe Weill nel 1907, con Robert Delaunay, nel 1908 con Marie Laurencin e nel 1910 con Derain, Rouault e Kees Van Dongen. E fu da Berthe Weill che incontrò Max Jacob per la prima volta. Berthe Weill fu anche la prima gallerista parigina a vendere opere di Pablo Picasso (1906). Assieme a Picasso e Metzinger, ella contribuì alla scoperta di Matisse, Derain, Amedeo Modigliani e Utrillo.
Nel 1904 Metzinger espose diversi suoi lavori, nuovamente al Salon des Indépendants ed al Salon d'Automne (dove espose regolarmente per tutta la sua vita). Nel 1906 Metzinger incontrò Albert Gleizes al Salon des Indépendants, e visitò il suo studio a Courbevoie alcuni giorni dopo. Nel 1908 pubblicò un poema dal titolo Parole sur la lune, nell'antologia di Guillaume Apollinaire, La Poésie Symboliste.
Al Salon d'Automne del 1909 Metzinger espose sue opere assieme a quelle di Constantin Brâncuși, Henri Le Fauconnier e Fernand Léger.
Jean sposò Lucie Soubiron a Parigi il 30 dicembre dello stesso anno.

### Neoimpressionismo - divisionismo

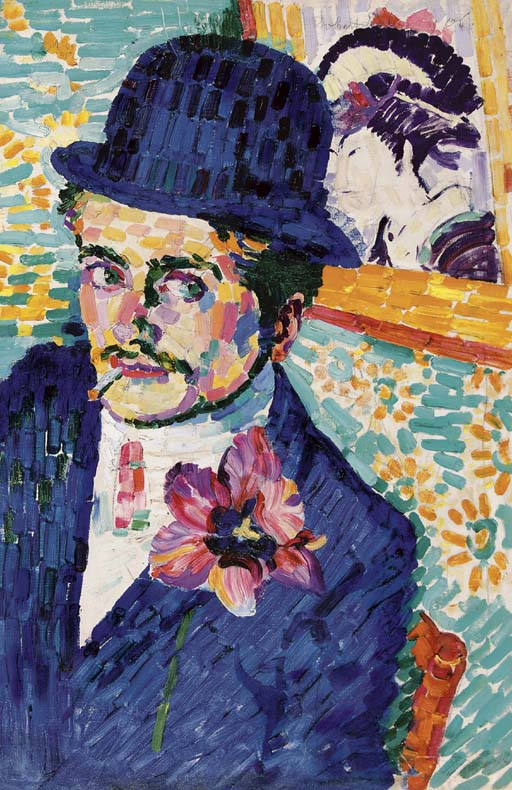
Robert Delaunay, 1906, L'homme à la tulipe (ritratto di Jean Metzinger), olio su tela, 72.4 x 48.5 cm. Esposto nel 1906 al Salon d'Autome (Parigi) assieme ad un ritratto di Delaunay di Jean Metzinger

Dal 1903, Metzinger fu un esponente di spicco del nascente stile neo-impressionista guidato da Henri Edmond Cross. Nel periodo 1904-05, Metzinger cominciò a preferire le qualità astratte di grandi pennellate e di colori vivaci. Seguendo l'esempio di Seurat e Cross, diede inizio ad una nuova geometria che lo avrebbe liberato dai confini della natura come qualsiasi opera d'arte eseguita in Europa fino ad allora. L'inizio del naturalismo era appena partito e Metzinger, assieme a Derain, Delaunay, Matisse, tra il 1905 e il 1910, contribuì a ravvivare il neoimpressionismo, anche se in una forma altamente alterata. Nel 1906 Metzinger aveva acquisito prestigio sufficiente per essere eletto al comitato del Salon des Indépendants. Srinse una solida amicizia con Robert Delaunay, con il quale condivise una mostra alla galleria Berthe Weill all'inizio del 1907. I due vennero definiti, dal critico Louis Vauxcelles nel 1907, come "divisionisti che utilizzano grandi cubi a forma di mosaico per realizzare piccole composizioni, ma altamente simboliche".
Robert Herbert scrisse: "Il periodo di Metzinger come neoimpressionista fu un po' più lungo di quello del suo caro amico Delaunay. Alla Indépendants del 1905, i suoi dipinti sono stati già considerati in stile neoimpressionista tradizione dalla critica contemporanea, e lui a quanto pare continua a dipingere in cubi di mosaico di grandi dimensioni fino al 1908. L'apice dei suoi lavori neoimpressionisti lo raggiunse nel 1906 e nel 1907, quando lui e Delaunay si fecero dei ritratti l'uno dell'altro (Art market, Londra, e Museum of Fine Arts di Houston) utilizzando pigmenti in piccoli rettangoli (nel cielo di Couchée de soleil, 1906-1907, Collezione Rijksmuseum Kröller-Müller nel disco solare, che Delaunay trasformerà poi in un emblema personale.)"
L'immagine vibrante del sole nella pittura di Metzinger, come anche in quella di Delaunay in Paysage au disque (1906-1907), "è un omaggio alla scomposizione dello spettro della luce che si trovava al centro della teoria neoimpressionista del colore ..." (Herbert, 1968) (Cfr. Jean Metzinger, Rijksmuseum Kröller-Müller, Otterlo).
La tecnica divisionista, simile ad un mosaico, di Jean Metzinger ha un parallelo in letteratura; una caratteristica del collegamento fra scrittori simbolisti e artisti neoimpressionisti:
(Jean Metzinger, circa 1907)
Robert Herbert interpreta una dichiarazione di Metzinger:
(Robert Herbert, 1968)
Metzinger, seguito da vicino da Delaunay - i due spesso dipinsero assieme nel periodo 1906-07 - sviluppò un nuovo sub-stile che avrebbe avuto un grande significato di lì a poco nel contesto delle loro opere cubiste. Piet Mondrian, nei Paesi Bassi, sviluppò un tecnica divisionista, simil mosaico, intorno al 1909. Il futuristi in seguito (1909-1916) mirarono ad adeguare lo stile, grazie all'esperienza parigina di Gino Severini (dal 1907 in poi), nei loro dipinti e sculture dinamiche.

### Cubismo
Nel 1907 alcuni artisti d'avanguardia a Parigi rivalutarono il proprio lavoro in relazione a quello di Paul Cézanne. Una retrospettiva dei dipinti di Cézanne si tenne al Salon d'Automne del 1904. Lavori vennero esposti al Salon d'Automne del 1905 e 1906, seguiti da due retrospettive commemorative dopo la sua morte nel 1907. L'interesse di Metzinger per l'opera di Cézanne suggerisce un mezzo attraverso il quale Metzinger realizzò il passaggio dal divisionismo al cubismo. Nel 1908 Metzinger frequentò il Bateau Lavoir ed espone con Georges Braque presso la galleria Berthe Weill (Joann Moser, Pre-Cubist works, 1904-1909). Nel 1908 Metzinger sperimentò la frattura della forma, e poco dopo con complesse visualizzazioni multiple dello stesso soggetto. Nel 1910 lo stile di Metzinger era passato ad una forma solida del cubismo analitico. (Joann Moser, Pre-Cubist works, 1904-1909, p. 35)
Louis Vauxcelles, in una sua critica al XXVI Salon des Indépendant (1910), fece un vago riferimento a Metzinger, Gleizes, Delaunay, Léger e Le Fauconniers, tacciandoli come "geometri ignoranti, che riduconi il corpo umano, i luoghi, a pallidi cubi."
Nel 1910 iniziò ad aggregarsi un gruppo che comprendeva Metzinger, Gleizes, Fernand Léger e Robert Delaunay, un amico di vecchia data e socio di Metzinger. Si incontravano regolarmente nello studio di Henri le Fauconnier a rue Notre-Dame-des-Champs, nei pressi del Boulevard de Montparnasse. Insieme ad altri giovani pittori, il gruppo volle sottolineare una ricerca nella forma, in opposizione ai divisionisti, o neoimpressionisti, che ponevano l'accento sul colore. Metzinger, Gleizes, Le Fauconnier, Delaunay, Léger e Marie Laurencin esposero le loro opere collettivamente nella sala 41 del Salon des Indépendants del 1911, che provocò un scandalo involontario da cui emerse il cubismo diffondendosi a Parigi, in Francia e in tutto il mondo. La Laurencin venne inserita su suggerimento di Guillaume Apollinaire che era diventato un sostenitore entusiasta del nuovo gruppo, nonostante le sue riserve precedenti. Sia Gleizes che Metzinger erano entrambi malcontenti della prospettiva tradizionale, che sostenevano dare solo un'idea parziale di forma di un soggetto come sperimentato nella vita. Nasceva così l'idea che un soggetto poteva essere visto in movimento e da diversi punti di vista.
Mentre Pablo Picasso e Georges Braque sono generalmente riconosciuti come i fondatori del movimento pittorico del XX secolo, divenuto noto come cubismo, fu Jean Metzinger, insieme ad Albert Gleizes, che scrisse il primo grande trattato sulla nuova forma d'arte, Du "Cubisme", in preparazione al Salon de la Section d'Or tenutosi nell'ottobre 1912. Du "Cubisme", pubblicato lo stesso anno da Eugène Figuière a Parigi, rappresentata la prima interpretazione teorica, spiegazione e giustificazione del cubismo, che venne approvata sia da Picasso che da Braque. Du "Cubisme", precedette il noto saggio di Apollinaire, Les Peintres Cubistes (1912, pubblicato nel 1913), in cui veniva sottolineata la convinzione platonica che la mente è il luogo di nascita dell'idea: "discernere una forma è verificare una preesistente idea." Du "Cubisme" guadagnò presto grande popolarità, raggiungendo quindici edizioni nello stesso anno, e venne tradotto in diverse lingue europee compreso il russo e l'inglese (l'anno successivo).
Apollinaire scrisse in Les Peintres Cubistes: "Nel disegno, nella composizione, nella assennatezza delle forme contrastanti, le opere di Metzinger hanno uno stile che le distingue, forse anche sopra la maggior parte delle opere dei suoi contemporanei. [...] Fu allora che Metzinger, unendosi a Picasso e Braque, fondò la città cubista ". [..] Non c'è nulla di non realizzato nell'arte di Metzinger, nulla che non sia il frutto di una logica rigorosa. Un dipinto di Metzinger contiene sempre la sua spiegazione [..] è certamente il risultato di una grande e nuova apertura mentale, è qualcosa di unico mi sembra, nella storia dell'arte. Apollinaire continua: "Le nuove strutture che si compongono sono spogliate di tutto ciò che era conosciuto prima di lui." [..] "Ognuno dei suoi quadri contiene un giudizio universale, e il suo lavoro è come il cielo di notte: Quando, spogliato dalle nuvole, splende di belle luci. Non c'è niente di non realizzato nelle opere di Metzinger: la poesia nobilita i più piccoli dettagli". (Apollinaire, Les Peintres Cubistes, Paris, 1912).
Jean Metzinger, per il tramite di Max Jacob, incontrò Apollinaire nel 1907. Il suo ritratto di Guillaume Apollinaire del 1909-1910, è un lavoro importante nella storia del cubismo come lo fu nella vita di Apollinaire. Nel suo Vie Anecdotique del 16 ottobre 1911, il poeta afferma con orgoglio: "Sono onorato di essere il primo modello di un pittore cubista, Jean Metzinger, per un ritratto esposto nel 1910 al Salon des Indépendants." Quindi, secondo Apollinaire non era solo il primo ritratto cubista, ma era anche il primo ritratto del grande poeta esposto in pubblico.
Due opere immediatamente precedenti il ritratto di Apollinare, il Nu e Paesaggio, realizzate fra il 1908 ed il 1909, rispettivamente, indicano che Metzinger era già partito dal neoimpressionismo nel 1908. Volgendo interamente la sua attenzione verso l'astrazione geometrica della forma, Metzinger permise allo spettatore di ricostruire il volume originale mentalmente e di immaginare l'oggetto nello spazio. Le sue preoccupazioni per il colore, che aveva assunto un ruolo primario sia come dispositivo decorativo che espressivo prima del 1908, avevano lasciato il posto al primato della forma. Ma le sue tonalità monocromatiche sarebbero durate solo fino al 1912, quando sia il colore che la forma, coraggiosamente si combinavano per produrre opere come Danseuse au café (Albright-Knox Art Gallery, Buffalo New York). "Le opere di Jean Metzinger" Apollinaire scrisse nel 1912 "hanno le stimmate della purezza. Le sue meditazioni assumono belle forme la cui armonia tende ad avvicinarsi al sublime. Le nuove strutture che compone sono spogliate di tutto ciò che era conosciuto prima di lui."
Come residente della Butte Montmartre a Parigi, Metzinger entrò nel circolo di Picasso e Braque (nel 1908). "Fu merito di Jean Metzinger, all'epoca, essere stato il primo a riconoscere l'inizio del movimento cubista in quanto tale" scrisse S. E. Johnson, "il ritratto di Metzinger del poeta Apollinaire, il vate del movimento cubista, fu realizzato nel 1909 e, come Apollinaire stesso ha sottolineato nel suo libro I pittori cubisti (scritto nel 1912 e pubblicato nel 1913), Metzinger, dopo Picasso e Braque, è stato cronologicamente il terzo artista cubista.
Tutti cubisti (ad eccezione di Gleizes, Delaunay e pochi altri) torneranno alle forme del classicismo alla fine della prima guerra mondiale. Nonostante ciò, la lezione del cubismo non venne dimenticata.
L'abbandono del cubismo da parte di Metzinger, intorno al 1918, lasciò aperta la suscettibilità spaziale dell'osservazione classica, ma la forma non poteva che essere colta dalla intelligenza dell'osservatore, qualcosa che sfuggiva all'osservazione classica.
In una lettera a Léonce Rosenberg (settembre 1920) Jean Metzinger scriveva di un ritorno alla natura che gli appariva costruttivo e non affatto una rinuncia del cubismo. La sua mostra presso l'Effort Moderne, all'inizio del 1921, era esclusivamente costituita da paesaggi: il suo vocabolario formale rimase ritmica, la prospettiva lineare era evitata. C'era una motivazione di unire il pittorico e il naturale. Christopher Green scrive: "La volontà di adattare il linguaggio cubista all'aspetto della natura venne rapidamente a influenzare la sua pittura di figura. Da quella mostra del 1921 Metzinger continuò a coltivare uno stile che non solo era meno oscuro, ma aveva chiaramente preso come oggetto il suo punto di partenza molto più di un gioco astratto con piatti elementi pittorici". Green continua: "Eppure, lo stile, nel senso del suo modo particolare di gestire forma e colori, rimase per Metzinger il fattore determinante, qualcosa di imposto ai suoi soggetti per dar loro uno speciale carattere pittorico. I suoi dolci e ricchi colori, fra il 1921 ed il 1924, furono spudoratamente artificiali, ed essi stessi sintomatici del fatto che il suo ritorno alla rappresentazione lucida non significa un ritorno alla natura approcciata naturalisticamente ... Metzinger stesso, scrivendo nel 1922 [pubblicato da Montparnasse] poteva affermare con sicurezza che tutto questo non era un tradimento del cubismo, ma uno sviluppo all'interno di esso. "Funziona", disse, "ciò che attraverso l'aspetto classico trasmette le più personali [più originali] e più recenti concezioni ... Ora che alcuni cubisti hanno spinto le loro costruzioni finora a rendere in modo chiaro le apparenze oggettive, è stato dichiarato che il cubismo è morto [di fatto] mentre si avvicina alla realizzazione."
L'ordinamento rigorosamente costruttivo che era diventato così pronunciato nelle opere cubiste di Metzinger pre-1920, continuò nel corso dei decenni successivi, in un attento posizionamento di forme, colore, e nel modo in cui Metzinger assimilava delicatamente l'unione di figura e sfondo, di luce e ombra. Questo può essere visto in molte figure: Dalla divisione (in due) delle caratteristiche del modello emerge un profilo sottile, vista-risultante da una prospettiva libera e mobile, utilizzata da Metzinger in una certa misura già nel 1908, a costituire l'immagine di un intero unitario che comprende la quarta dimensione.
Sia come pittore che teorico del movimento cubista, Metzinger fu in prima linea. Il suo eccessivo ruolo come mediatore tra il pubblico in generale, Picasso, Braque e altri aspiranti artisti (come Gleizes, Delaunay, Le Fauconnier e Léger), lo pone direttamente al centro del cubismo. "Jean Metzinger", scrive Daniel Robbins "era al centro del cubismo, non solo a causa del suo ruolo di intermediario tra il gruppo ortodosso di Montmartre e la sponda destra o cubisti Passy, non solo per la sua identificazione con il grande movimento quando esso venne riconosciuto, ma soprattutto a causa della sua personalità artistica. Le sue preoccupazioni erano equilibrati; era volutamente all'incrocio tra alta intellettualità alta e spettacolo".

### Teoria
Jean Metzinger e Albert Gleizes scrissero facendo riferimento alla geometria non euclidea nel loro manifesto del 1912, Du "Cubisme". Si è sostenuto che il cubismo stesso non era basato su una teoria geometrica, ma che la geometria non euclidea corrisponde meglio di quella classica, o geometria euclidea, a quanto i cubisti stavano realizzando. L'essenza era nella comprensione dello spazio diverso da quello secondo il classico metodo della prospettiva, una comprensione che doveva includere e integrare la quarta dimensione con lo spazio tridimensionale.
Anche se la rottura con il passato sembrava totale, vi era ancora all'interno dell'avanguardia qualcosa del passato. Metzinger, per esempio, scrisse in un articolo, due anni prima della pubblicazione del Du "Cubisme", che la più grande sfida per l'artista moderno non è quello di cancellare la tradizione, ma di accettarla "dentro di noi", vivendola. Fu la combinazione del passato (ispirato da Ingres e Seurat), con il presente, e la sua progressione verso il futuro che più incuriosì Metzinger. Ebbe una tendenza ad un "equilibrio tra il perseguimento del transitorio e la mania per l'eterno, ma il risultato fu un equilibrio instabile. La dominazione non sarebbe più del mondo esterno. La progressione andava dallo specifico all'universale... , dal particolare al generale, dal fisico al temporaneo, verso una sintesi completa di tutto, per quanto irraggiungibile, verso un elementare comune denominatore (per usare le parole di Daniel Robbins).
Considerando che Cézanne aveva influenzato Metzinger per lo sviluppo del cubismo tra il 1908 e il 1911, durante la sua fase più espressionista, l'opera di Seurat avrebbe, ancora una volta, attirato l'attenzione dei cubisti e futuristi tra il 1911 e il 1914, quando vennero riprodotte pianeggianti strutture geometriche. Ciò che i cubisti trovavano attraente, secondo Apollinaire, era il modo con cui Seurat affermava un'assoluta "chiarezza scientifica del concepimento". I cubisti osservavano nelle sue armonie matematiche, la strutturazione geometrica del movimento e della forma, il primato dell'idea sulla natura (cosa che i simbolisti aveva riconosciuto). Ai loro occhi, Seurat aveva "fatto un passo fondamentale verso il cubismo, ripristinando l'intelletto sull'arte, dopo che l'impressionismo lo aveva negato" (per usare le parole di Herbert). Il gruppo "Section d'Or" fondato da alcuni dei più importanti cubisti era in effetti un omaggio a Seurat. Nell'ambito delle opere di Seurat, rappresentanti bar, cabaret e concerti, amati dall'avanguardia - i cubisti scoprirono una'armonia matematica sottostante, tale da poter essere facilmente trasformata in mobili configurazioni dinamiche.
L'idea di muoversi intorno ad un oggetto per vederlo da diversi punti di vista venne trattata in Du "Cubisme" (1912). Era anche un'idea centrale di Jean Metzinger espressa sul suo Note sur la Peinture del 1910. Infatti, prima del cubismo i pittori lavoravano sul fattore fattore limitante di un singolo punto di vista. E fu Jean Metzinger, per la prima volta, in Note sur la Peinture, che enunciò lo stimolante interesse nel rappresentare gli oggetti come ricordati dalle esperienze successive e soggettive nel contesto di tempo e spazio. In tale articolo, Metzinger osserva che Braque e Picasso "scartarono la prospettiva tradizionale e concessero loro la libertà di muoversi intorno agli oggetti." Questo è il concetto di "punto di vista mobile" che tenderebbe verso la rappresentazione dell'"immagine totale".
Anche se in un primo momento l'idea scioccò il pubblico, alla fine si giunse ad accettarla, come si era accettata la rappresentazione dell'universo come una moltitudine di punti costituiti da colori primari. Proprio come ogni colore viene modificato dal suo rapporto con i colori adiacenti, nel contesto della teoria del colore neoimpressionista, così anche l'oggetto viene modificato dalle forme geometriche ad esso adiacenti nel contesto del cubismo. Il concetto di "punto di vista mobile" è essenzialmente un'estensione di un principio analogo, rispetto al colore, affermato da Paul Signac nel suo D'Eugène Delacroix au néo-impressionisme. Solo ora, l'idea veniva estesa al trattamento delle questioni di forma. (See Jean Metzinger, 1912, Danseuse au café).
Nel 1912 il cubismo aveva raggiunto quasi l'astrattismo fino al punto di totale non rappresentazione. In Du "Cubisme", Gleizes e Metzinger, si erano resi conto che gli aspetti figurativi della nuova arte potevano essere abbandonati: "visitiamo una mostra a contemplare la pittura, non per allargare la nostra conoscenza della geografia, anatomia, ecc [...] "Lasciamo che il quadro non imiti nulla, lasciamo che palesemente presenti la sua ragione, e dovremmo essere davvero ingrati a deplorare l'assenza di tutte quelle cose, fiori o paesaggi o volti - che non avrebbero potuto essere altro che un riflesso. Anche se Metzinger e Gleizes esitarono a farla finita con la natura definitivamente: "Tuttavia, ammettiamo che il ricordo delle forme naturali non può assolutamente essere bandito. In ogni caso l'arte non può essere improvvisamente posta al livello di pura effusione. [...] Questo venne compreso dai pittori cubisti, che instancabilmente studiarono la forma pittorica e lo spazio che essa genera.
Uno degli argomenti essenziali di Du "Cubisme", era che la conoscenza del mondo è da guadagnare da soli attraverso le sensazioni. La classica pittura figurativa offriva soltanto un punto di vista, una sobria sensazione del mondo, limitatamente alla sensazione di un essere umano che vede immobile solo ciò che è davanti a lui da un singolo punto di vista nello spazio congelato in un istante di tempo (il tempo era assoluto, nel senso newtoniano e separato dalle dimensioni spaziali). Ma l'essere umano è mobile e dinamico, occupando spazio e tempo. L'osservatore vede il mondo da una moltitudine di angoli (non un angolo unico) formando un continuum di sensazioni in costante evoluzione, cioè, eventi e fenomeni naturali sono osservati in un continuum di cambiamento costante. Proprio come le formulazioni della geometria euclidea, la prospettiva classica è solo una convenzione (termine di Henri Poincaré), rendendo i fenomeni della natura più palpabili, suscettibili di pensiero e comprensibili. Eppure queste convenzioni classiche oscurano la verità delle nostre sensazioni e, di conseguenza, la verità della nostra natura umana è stata limitata. Il mondo era visto come un'astrazione, come Ernst Mach implicita. In questo senso, si potrebbe sostenere che la pittura classica, con la sua prospettiva immobile e la geometria euclidea, è un'astrazione, non una rappresentazione accurata del mondo reale.
Ciò che rese il cubismo progressista e veramente moderno, secondo Gleizes e Metzinger, fu la sua nuova armatura geometrica, con la quale si liberò dall'immobilità tridimensionale della geometria euclidea raggiungendo una rappresentazione dinamica delle quattro dimensioni in cui viviamo, una migliore rappresentazione della realtà, delle esperienze della vita, qualcosa che potrebbe essere colta attraverso i sensi (non attraverso l'occhio) ed espressa su una tela.
In Du "Cubisme" Gleizes e Metzinger scrissero che noi possiamo conoscere solo le nostre sensazioni, non perché rifiutate come mezzo di ispirazione. Al contrario, perché capire le nostre sensazioni più profondamente ha dato l'ispirazione principale per il proprio lavoro. Il loro attacco alla pittura classica è stato determinato dal fatto che le sensazioni che offriva erano povere in confronto alla ricchezza e alla diversità delle sensazioni offerte dal mondo naturale che si voleva imitare. La ragione per cui la pittura classica non era all'altezza dei suoi obiettivi, secondo Gleizes e Metzinger, era che tentava di rappresentare il mondo reale come un momento nel tempo, nella convinzione che fosse tridimensionale e geometrica euclidea.

### Aspetti scientifici
La questione se gli aspetti teorici del cubismo enunciato da Gleizes e Metzinger portavano alcun rapporto con lo sviluppo della scienza agli inizi del XX secolo è stata vigorosamente contestata dalla critica d'arte, storici e scienziati. Eppure, in Du "Cubisme" Jean Metzinger e Albert Gleizes articolarono: "Se abbiamo voluto mettere in relazione lo spazio dei pittori cubisti alla geometria, dovremmo fare riferimento per esso ai matematici non euclidei; dovremmo studiare alcuni dei teoremi di Riemann".
Necessitava poco, dopo tutto, per evitare che i cubisti sviluppassero le proprie varianti pittoriche sullo spazio topologico, in parallelo (o indipendentemente) a considerazioni relativistiche. Anche se il concetto di osservare un soggetto da diversi punti nello spazio e nel tempo simultaneamente (prospettiva multipla o mobile) sviluppato da Gleizes e Metzinger non è stato derivato direttamente dalla teoria di Albert Einstein (teoria della relatività), era certamente influenzato in modo simile, attraverso il lavoro di Jules Henri Poincaré (in particolare scienza e ipotesi), il matematico francese, fisico teorico e filosofo della scienza, che diede molti contributi fondamentali alla topologia algebrica, alla meccanica celeste, alla teoria quantistica e realizzò un passo importante nella formulazione della teoria della relatività speciale.
Una moltitudine di analogie, parallelismi o analogie sono state elaborate nel corso dei decenni tra scienza moderna e cubsimo. Ma non sempre vi è stato accordo su come gli scritti di Gleizes e Metzinger dovrebbe essere interpretati, rispetto a simultaneità di più punti di vista.
Metzinger aveva già scritto nel 1910 di prospettiva mobile, come un'interpretazione di ciò che sarebbe stato presto soprannominato "cubismo" rispetto a Picasso, Braque, Delaunay, Le Fauconnier (Metzinger, Note sur la peinture, Pan, Paris, Oct-Nov 1910). E Apollinaire gli avrebbe fatto eco con lo stesso motivo, un anno più tardi, per quanto riguarda lo stato dell'osservatore di movimento. Il punto di vista mobile era simile al movimento "cinematografico" attorno ad un oggetto che consisteva di una verità plastica compatibile con la realtà, mostrando allo spettatore "tutte le sue sfaccettature". Anche Gleizes, lo stesso anno, osservava Metzinger era "ossessionato dal desiderio di inscrivere un'immagine totale [...] Egli mise giù il maggior numero di piani possibili: alla verità puramente oggettiva egli voleva aggiungere una nuova verità, nata da quello che la sua intelligenza gli permetteva di conoscere. E lui stesso disse:.. allo spazio si unirà il tempo [...] vuole sviluppare il campo visivo, moltiplicandolo, per iscrivere tutto nello spazio della tela stessa: è allora che il cubo avrà un ruolo, per Metzinger, utilizzano questo mezzo per ristabilire l'equilibrio che queste iscrizioni audaci avranno momentaneamente rotto".

Gli scritti di Poincaré, a differenza di quelli di Einstein, erano ben noti precedentemente e durante gli anni cruciali del cubismo (all'incirca tra il 1908 e il 1914). Si noti che il libro molto letto di Poincaré, La Science et l'Hypothese, era stato pubblicato nel 1902 (da Flammarion).
Il comune denominatore tra le nozioni relativistiche - mancanza di un sistema di riferimento assoluto, trasformazioni metriche di tipo lorenziano, relatività della simultaneità, integrazione della dimensione temporale con le tre dimensioni spaziali - e l'idea della prospettiva cubista mobile (osservando il soggetto da diversi punti di visualizzazione contemporaneamente) pubblicato da Jean Metzinger e Gleizes Albert era, in effetti, discendente dal lavoro di Poincaré e altri, almeno dal punto di vista teorico, il concetto di prospettiva mobile descrivente accuratamente l'opera di Picasso e Braque (o altri cubisti) è certamente discutibile. Indubbiamente, però, sia Gleizes e Metzinger attuarono i principi teorici derivati da Du "Cubisme" riportandoli sulla tela e rendendoli chiaramente visibili nelle loro opere prodotte in quel tempo.
I primi interessi di Metzinger per la matematica sono documentati. Ebbe probabilmente familiarità con le opere di Gauss, Riemann e Poincaré (e forse con la relatività galileiana) prima dello sviluppo del cubismo: qualcosa che si riflette nelle sue opere pre-1907. Fu forse il matematico francese Maurice Princet che introdusse al lavoro di Poincaré, insieme al concetto di quarta dimensione spaziale, gli artisti che frequentavano il Bateau-Lavoir. Era uno stretto collaboratore di Pablo Picasso, Guillaume Apollinaire, Max Jacob, Jean Metzinger e Marcel Duchamp. Princet è conosciuto come "le mathématicien du Cubisme" (il matematico del cubismo). Princet portò a conoscenza di questi artisti un libro intitolato Traité de géométrie Elémentaire à quatre dimensions di Esprit Jouffret (1903) una divulgazione di Science and Hypothesis di Poincaré. In questo libro Jouffret descrive ipercubi e complessi poliedri in quattro dimensioni proiettate su una pagina bidimensionale. Princet si allontanò dal gruppo dopo che la moglie lo lasciò per André Derain. Tuttavia, Princet rimase vicino a Metzinger e partecipò alle riunioni del Section d'Or a Puteaux. Diede lezioni informali agli artisti, molti dei quali erano appassionati di matematica. Nel 1910, Metzinger disse di lui: "Picasso, stabilisce un libero punto di vista mobile, dal quale il geniale matematico Maurice Princet ha dedotto una intera geometria".
Successivamente, Metzinger scrisse nelle sue memorie (Le Cubisme était né):
(Le Cubisme était né, Joan Metzinger)
Louis Vauxcelles soprannominò sarcasticamente Princet "il padre del cubismo": "M. Princet ha studiato a lungo geometria non euclidea ed i teoremi di Riemann, di cui Gleizes e Metzinger parlano ... Princet un giorno incontrò Max M. Jacob e affidò a lui una o due delle sue scoperte relative alla quarta dimensione. M. Jacob informò il geniale Picasso, e Picasso vide la possibilità di nuovi schemi ornamentali. Picasso ha spiegato le sue intenzioni ad Apollinaire, che si affrettò a scrivere un prontuario e a codificarle. La cosa si diffuse e si propagò. Il cubismo, il figlio di M. Princet, era nato". (Vauxcelles 29 dicembre 1918).
In aggiunta alla matematica, sia la sensazione umana e l'intelligenza erano importanti per Metzinger. Fu la mancanza di quest'ultima l'attributo umano che i teorici principali del cubismo rimproverarono agli impressionisti e a Fauves, per il quale la sensazione era la sola necessità. L'intelligenza doveva lavorare in armonia con la sensazione, così insieme fornendo le basi per la costruzione dei cubisti. Metzinger, con la sua educazione e abilità matematica aveva capito questo rapporto nella fase iniziale. Infatti, la geometrizzazione dello spazio che avrebbe caratterizzato il cubismo si può già osservare nelle sue opere del 1905, seguendo l'esempio di Cézanne e Seurat. (Vedi Jean Metzinger, 1905-1906, Due nudi in un paesaggio esotico, olio su tela, 116 x 88,8 cm).
Per Metzinger, e anche per Gleizes e Malevich, in una certa misura, la visione classica era stata una rappresentazione incompleta delle cose reali, sulla base di una serie incompleta di leggi, postulati e teoremi. Essa rappresentava, molto semplicemente, la convinzione che lo spazio è l'unica cosa che separa due punti. Fu la credenza nella realtà geocentrica del mondo osservabile, immutabile e immobile. I cubisti erano stati felici di scoprire che il mondo era una realtà dinamica, cambiando nel tempo, e apparente diverso a seconda del punto di vista dell'osservatore. Eppure ognuno di questi punti di vista erano ugualmente validi, non vi era alcun sistema di riferimento preferito, tutti i punti di riferimento erano uguali. Questa simmetria di fondo insita nella natura, infatti, è l'essenza della relatività di Einstein.

### Influenza sulla meccanica quantistica
Sulla questione se la creatività nel campo della scienza sia mai stata influenzata dall'arte, Arthur I. Miller, autore di Einstein, Picasso: Space, Time and the Beauty that Causes Havoc (2002), risponde: "il cubismo contribuì direttamente a Niels Bohr di scoprire il principio di complementarità nella teoria quantistica, che dice che qualcosa può essere una particella e un'onda allo stesso tempo, ma sarà sempre misurata per essere o l'una o l'altra. Nel cubismo analitico, gli artisti cercarono di rappresentare una scena da tutti i punti di vista possibili su una tela. [...] Vedendo la pittura, si vede com'è. Bohr poté leggere il libro di Jean Metzinger e Albert Gleizes sulla teoria cubista, Du "Cubisme". Egli si ispirò ad esso nel postulare che la totalità di un elettrone è sia una particella che un'onda, ma quando la si osserva si scegliere un punto di vista particolare".

Niels Bohr (1885-1962), il fisico danese e uno dei principali fondatori della meccanica quantistica, aveva infatti appeso nel suo ufficio un grande dipinto di Jean Metzinger, La Femme au Cheval (Donna con cavallo) 1911-1912 (ora allo Statens Museum for Kunst, National Gallery di Danimarca). Questo lavoro è uno dei migliori esempi di applicazione della prospettiva mobile dipinti da Metzinger. L'interesse di Bohr nei confronti del cubismo, secondo Miller, è stato ancorato agli scritti di Metzinger. Arthur Miller conclude: "Se il cubismo è il risultato della scienza nell'arte, la teoria quantistica è il risultato dell'arte nella scienza."
Nelle parole epistemologiche di Bohr, 1929:
(Neils Bohr, 1929)
Nel contesto del cubismo, gli artisti furono costretti nella posizione di ri-valutare il ruolo dell'osservatore. La classica prospettiva lineare e aerea, le transizioni di superfici ininterrotte e chiaroscuri vennero messi da parte. Ciò che rimaneva era una serie di immagini ottenute da un osservatore (l'artista) in diversi quadri di riferimento rispetto a come l'oggetto veniva dipinto. Essenzialmente, le osservazioni erano legate attraverso un sistema di trasformazione di coordinate. Il risultato fu l'immagine totale di Metzinger o una combinazione di immagini successive. Nella teoria di Metzinger, l'artista e l'oggetto osservato erano diventati equivocamente collegati in modo che i risultati di qualsiasi tipo di osservazione sembravano essere determinati, almeno in parte, dalle scelte effettive realizzate dall'artista. "Un oggetto non ha una forma assoluta, ma ne ha molte", scrisse Metzinger. Inoltre, parte del ruolo di mettere insieme varie immagini veniva lasciata all'osservatore (guardando il quadro). L'oggetto rappresentato, a seconda di come l'osservatore lo percepiva, poteva avere tante forme "quanti sono i piani nella regione della percezione." (Jean Metzinger, 1912)

### Ultime opere
Tra il 1918 e il 1923 Metzinger si allontanò dal cubismo per andare verso il realismo, pur mantenendo elementi di stile cubista. In fasi successive della sua carriera un altro importante cambiamento fu notevole, dal 1923 al 1930: uno sviluppo in parallelo al mondo della meccanica di Fernand Léger. Nel corso di questi anni Metzinger continuò a mantenere la propria spiccata individualità artistica. Queste immagini sono saldamente costruite dai colori vivaci e visivamente metaforici, composto da soggetti di vita urbana e nature morte, con chiari riferimenti alla scienza e alla tecnologia. Allo stesso tempo fu coinvolto sentimentalmente con una giovane donna greca, Suzanne Foca. I due si sposarono nel 1929. Dopo il 1930, fino alla sua morte nel 1956, Metzinger si rivolse verso un approccio più classico o alla pittura decorativa con elementi di surrealismo, ancora preoccupato da questioni di forma, volume, dimensione, posizione relativa e dal rapporto di figure, con visibili proprietà geometriche dello spazio. Metzinger fu incaricato di dipingere un grande murale, Mistica di Viaggio, che dipinse per la Salle de Cinema nel padiglione ferroviario del'Exposition Internationale des Arts et Techniques dans la Vie Moderne, Parigi 1937.
Jean Metzinger venne incaricato come docente alla Académie de la Palette, nell'arrondissement di Montparnasse a Parigi, nel 1912, dove Le Fauconnier era direttore. Fra i suoi allievi ebbe Serge Charchoune, Jessica Dismorr, Nadežda Udal'cova e Ljubov' Popova. Verso la fine della sua carriera Metzinger insegnò all'Académie Arenius. Visse a Bandol in Provenza fino al 1943 e tornò poi a Parigi dove insegnò per tre anni all'Académie Frochot nel 1950.
L'artista morì a Parigi il 3 novembre 1956.